# Challenger de Glasgow 2025
El torneo Glasgow Challenger 2025, denominado por razones de patrocinio Lexus Glasgow Challenger fue un torneo de tenis perteneció al ATP Challenger Tour 2025 en la categoría Challenger 75. Se trató de la 2ª edición; el torneo tuvo lugar en la ciudad de Glasgow (Reino Unido), desde el 17 hasta el 23 de febrero de 2025 sobre pista dura bajo techo.

## Jugadores participantes del cuadro de individuales
| Preclasificado | País                    | Jugador            | Rank1 | Posición en el torneo |
| 1              | Bandera de Francia      | Constant Lestienne | 161   | Segunda ronda         |
| 2              | Bandera de Hong Kong    | Coleman Wong       | 167   | Segunda ronda         |
| 3              | Bandera del Reino Unido | Dan Evans          | 174   | Segunda ronda         |
| 4              | Bandera de Canadá       | Liam Draxl         | 187   | Cuartos de final      |
| 5              | Bandera de Francia      | Clément Chidekh    | 189   | Primera ronda         |
| 6              | Bandera de Francia      | Hugo Grenier       | 202   | Primera ronda         |
| 7              | Bandera de Bélgica      | Gauthier Onclin    | 216   | Primera ronda         |
| 8              | Bandera de Polonia      | Maks Kaśnikowski   | 217   | Primera ronda         |

- 1 Se ha tomado en cuenta el ranking del 10 de febrero de 2025.

### Otros participantes
Los siguientes jugadores recibieron una invitación (wild card), por lo tanto ingresan directamente al cuadro principal (WC):
- Dan Evans
- Johannus Monday
- Henry Searle

Los siguientes jugadores ingresan al cuadro principal tras disputar el cuadro clasificatorio (Q):
- Raúl Brancaccio
- Micah Braswell
- Christoph Negritu
- Stuart Parker
- James Story
- Harry Wendelken

## Campeones

### Individual Masculino
- Nicolai Budkov Kjær derrotó en la final a  Viktor Durasovic por 6–4, 6–3

### Dobles Masculino
- Daniel Cukierman /  Joshua Paris derrotaron en la final a  Vasil Kirkov /  Marcus Willis por 5–7, 6–4, [12–10]